# 広田慎吾
広田 慎吾（ひろた しんご、1917年（大正6年）3月6日 - 2014年（平成26年）1月17日）は日本の実業家、元東洋製缶社長・会長、東洋鋼鈑・東洋ガラス・東洋機械販売各取締役。

## 略歴
大阪府出身。趣味はゴルフ。
1937年（昭和12年）、大阪商科大学高等商学部卒業、東洋製缶入社。営業部長等を歴任し、1962年（昭和37年）同社取締役。1964年（昭和39年）同社常務取締役、1971年（昭和46年）同社専務取締役、1976年（昭和51年）同社代表取締役副社長。
1984年（昭和59年）藍綬褒章受章。
2014年1月17日、肺炎のため死去、96歳。

## 参考
交詢社 第69版 『日本紳士録』 1986年